# Liste der Bodendenkmäler in Remlingen (Unterfranken)
Auf dieser Seite sind die Bodendenkmäler in dem unterfränkischen Markt Remlingen zusammengestellt. Diese Tabelle ist eine Teilliste der Liste der Bodendenkmäler in Bayern. Grundlage ist die Bayerische Denkmalliste, die auf Basis des Bayerischen Denkmalschutzgesetzes vom 1. Oktober 1973 erstmals erstellt wurde und seither durch das Bayerische Landesamt für Denkmalpflege geführt wird. Die folgenden Angaben ersetzen nicht die rechtsverbindliche Auskunft der Denkmalschutzbehörde.

## Bodendenkmäler in Remlingen
| Lage                 | Objekt | Akten-Nr.     | Bild |
| -------------------- | --- | ------------- | ---- |
| Remlingen (Standort) | Mittelalterliche bis neuzeitliche Körpergräber. | D-6-6124-0060 |      |
| Remlingen (Standort) | Mittelalterliche bis neuzeitliche Kapellenwüstung mit Körpergräbern. | D-6-6124-0062 |      |
| Remlingen (Standort) | Grabhügel vorgeschichtlicher Zeitstellung. | D-6-6124-0063 |      |
| Remlingen (Standort) | Bestattungsplatz mit Grabhügeln vorgeschichtlicher Zeitstellung. | D-6-6124-0064 |      |
| Remlingen (Standort) | Grabhügel vorgeschichtlicher Zeitstellung. | D-6-6124-0097 |      |
| Remlingen (Standort) | Siedlung der Linearbandkeramik. | D-6-6124-0098 |      |
| Remlingen (Standort) | Archäologische Befunde des Mittelalters und der frühen Neuzeit im Bereich des Marktortes Remlingen.                                                                                         | D-6-6124-0138 |      |
| Remlingen (Standort) | Archäologische Befunde im Bereich der mittelalterlichen und frühneuzeitlichen Evangelisch-Lutherischen Pfarrkirche St. Andreas von Remlingen mit Körperbestattungen im ummauerten Kirchhof. | D-6-6124-0139 |      |
| Remlingen (Standort) | Archäologische Befunde im Bereich der spätmittelalterlichen Ortsbefestigung in Remlingen.                                                                                                   | D-6-6124-0140 |      |
| Remlingen (Standort) | Archäologische Befunde im Bereich des frühneuzeitlichen ehemalige Castellschen Schlosses in Remlingen.                                                                                      | D-6-6124-0141 |      |
| Remlingen (Standort) | Archäologische Befunde im Bereich der ehemalige spätmittelalterlichen Wasserburg Würzburger Schloss in Remlingen mit frühneuzeitlichen Befestigungsanlagen.                                 | D-6-6124-0142 |      |
| Remlingen (Standort) | Grabhügel vorgeschichtlicher Zeitstellung. | D-6-6124-0146 |      |
| Remlingen (Standort) | Grabhügel vorgeschichtlicher Zeitstellung. | D-6-6124-0147 |      |
| Remlingen (Standort) | Grabhügel vorgeschichtlicher Zeitstellung. | D-6-6223-0048 |      |
| Remlingen (Standort) | Siedlung der Urnenfelderzeit. | D-6-6224-0085 |      |